# Nur die halbe Geschichte
Nur die halbe Geschichte (Originaltitel The Half of It) ist eine romantische Filmkomödie von Alice Wu, die Teilnehmern des Tribeca Film Festivals ab 15. April 2020 online erstmals zur Verfügung gestellt und am 1. Mai 2020 in das Programm von Netflix aufgenommen wurde.  Der Coming-of-Age-Film erzählt eine an Cyrano de Bergerac angelehnte Geschichte.

## Handlung
Ellie Chu ist die einzige chinesische Teenagerin in der kleinen christlichen und konservativen Stadt Squahamish, und der einzige andere Chinese ist ihr Vater Edwin. Der hat sich seit dem Tod ihrer Mutter in ihr Haus zurückgezogen, um Wiederholungen alter Filme anzuschauen.
Ellie fühlt sich als Außenseiterin, die Kinder aus der Gegend verspotten sie, und ihre Mitschüler hänseln sie oft. Ihre Klassenkameraden greifen aber gerne auf ihre Dienste zurück, wenn es darum geht, sich gute Aufsätze von ihr schreiben zu lassen. Dies tut die 17-jährige Einserschülerin Ellie gegen Bezahlung und stockt so das Familieneinkommen auf.
Eines Tages kommt ihr Mitschüler Paul Munsky mit der Bitte auf sie zu, ihr beim Verfassen eines Liebesbriefs zu helfen. Auch wenn Ellie selbst von der Adressatin angetan ist, entwickelt sich zwischen ihr und Paul eine Freundschaft. Es war ihr bislang nicht in den Sinn gekommen, dass es Menschen geben könnte, die ihre Freunde sein wollen. Fortan schreibt Ellie blumige Liebesbriefe an die hübsche Aster Flores im Namen von Paul, der aber nur die Hälfte deren Inhalts versteht.

## Produktion
Regie führte Alice Wu, die auch das Drehbuch schrieb.
Der englische Originaltitel The Half Of It bezieht sich auf das Konzept der Seelenverwandten. Dieser platonische Mythos, wie er im Film in der animierten Eröffnungssequenz durch Strichmännchen, die auf fliegenden Papierfetzen zu sehen sind, die in zwei Hälften geteilt und auf tragische Weise getrennt sind, dargestellt wird, begründet sich auf dessen Symposion. Platon beschreibt darin, dass jeder Mensch einmal Teil einer ganzen Seele war, die man in zwei Teile getrennt hat und die daher schicksalhaft verbunden sind und ihr ganzes Leben nacheinander suchen. Platon bezeichnet diese Verbindung als Seelenverwandtschaft und lässt in seinem Dialog Symposion den Komödiendichter Aristophanes den Mythos von den Kugelmenschen erzählen, bei denen die extreme Stärke ihrer Bindungen auf die zuvor bestehende Einheit zurückgeführt wird.
Die Dreharbeiten fanden von April bis Mai 2019 in New York statt. Als Kamerafrau fungierte Greta Zozula.
Die Filmmusik komponierte Anton Sanko. Das Soundtrack-Album wurde am 11. Oktober 2020 von Maisie Music Publishing als Download veröffentlicht. Darauf enthalten ist auch eine Demoversion des Songs Half Way von Joe Pernice.
Mitte April 2020 sollte der Film im Rahmen des Tribeca Film Festivals seine Weltpremiere feiern. Einen Monat vor Beginn des Festivals wurde dieses aufgrund der Coronavirus-Pandemie abgesagt und auf unbestimmte Zeit verschoben. Dennoch wurden ausgewählte Filme von 15. bis 26. April 2020, dem ursprünglichen Zeitfenster des Festivals, online zur Verfügung gestellt. Am 1. Mai 2020 wurde der Film in das Programm von Netflix aufgenommen.

## Rezeption

### Kritiken
Der Film konnte bislang 97 Prozent der Kritiker bei Rotten Tomatoes überzeugen und erhielt hierbei eine durchschnittliche Bewertung von 7,8 der möglichen 10 Punkte, womit er aus den 21. Annual Golden Tomato Awards als Drittplatzierter in der Kategorie Romance Movies der Filme des Jahres 2020 hervorging.
Hoai-Tran Bui von SlashFilm schreibt, auch wenn Alice Wus Teenager-Rom-Com erst wie eine moderne Umsetzung der Geschichte um Cyrano de Bergerac daherkomme, sei The Half Of It eine süße LGBTQ-Variante dieser, verwandele sich irgendwann in eine Kumpelkomödie, in der Ellie wie in Pygmalion versucht, Paul zu dem Intellektuellen zu machen, den sie in ihren Briefen erfunden hat. Der Film sei nicht an der Romantik zwischen seinen Figuren interessiert, sondern zeige dem Zuschauer vielmehr, wie diese in der schmuddeligen Arbeiterstadt festsitzen, was The Half Of It weniger als eine Rom-Com-, denn als eine Coming-of-Age-Geschichte werden lasse, da Ellie, Paul und sogar Aster versuchen, aus den Rollen auszubrechen, die für sie festgelegt wurden.

### Auszeichnungen
GLAAD Media Awards 2021
- Nominierung in der Kategorie Outstanding Film – Limited Release[13]

Guild of Music Supervisors Awards 2021
- Nominierung für die Beste Music Supervision in einem Film mit einem Budget unter 10 Millionen US-Dollar (Tracy McKnight)[14]

Independent Spirit Awards 2021
- Nominierung für das Beste Drehbuch (Alice Wu)[15]

Tribeca Film Festival 2020
- Auszeichnung mit dem Founders Award im U.S. Narrative Competition (Alice Wu)[16][17]

## Synchronisation
Die deutsche Synchronisation entstand nach einem Dialogbuch von Ralf Pel und der Dialogregie von Torsten Sense im Auftrag der RRP Media UG, Berlin.
| Darsteller         | Synchronsprecher    | Rolle           |
| ------------------ | ------------------- | --------------- |
| Leah Lewis         | Anna Gamburg        | Ellie Chu       |
| Alexxis Lemire     | Anne Patricia Reetz | Aster Flores    |
| Daniel Diemer      | Lucas Wecker        | Paul Munsky     |
| Becky Ann Baker    | Judith Steinhäuser  | Mrs. Geselschap |
| Collin Chou        | David Bunners       | Edwin Chu       |
| Wolfgang Novogratz | Marcel Mann         | Trig Carson     |
| Gabrielle Samels   | Millie Forsberg     | Amber           |
| Catherine Curtin   | Velia Krause        | Colleen Munsky  |